# ルイジアナ州議会
ルイジアナ州議会(英語:The Louisiana State Legislature; フランス語: Législature de l'État de Louisiane; スペイン語: Legislatura del Estado de Luisiana)は、アメリカ合衆国ルイジアナ州の州議会である。両院制で、州下院（下院議員105名）、州上院（上院議員39名）で構成されている。各院の議員は人口がほぼ等しい1人区から選出される。
ルイジアナ州議会はバトンルージュのルイジアナ州会議事堂で開かれている。2023年3月、ルイジアナ州議会は共和党がルイジアナ州史上初の「超党派」を獲得した。

## 任期
両議院の議員の任期は4年で、任期制限は3期（12年）である。任期制限は1995年に州民投票によって可決され、その後ルイジアナ州憲法第3条第4節として追加された。2007年、一部の議員は任期を満了し、再出馬できない「任期切れ」となった。任期制限は終身制ではなく、連続制である。

## 役職
各議院の役員は各期首に選出され、任期は4年である。
州下院は議員の中から議長および仮議長を選出する。この手続きは憲法で義務付けられてはいないが、下院議長は伝統的にルイジアナ州知事が議会に推薦することになっている。現在の下院議長は共和党のフィリップ・デヴィリエである。下院はまた、選挙で選ばれた議員ではない首席事務官である下院事務官も選出する。
州上院は、上院議員の中から議長である上院議長を選出する。現在の議長はキャメロン・ヘンリーである。各院はその役員の選挙について定めている。
1853年から1974年に州憲法が採択されるまでは、副知事は州上院の議長に指名されていた。21世紀には、副知事は法律の規定に従って下院議員から委任された権限を行使する。
副知事はまた、州知事に空席が生じた場合、州知事が州知事として行動できない場合、または州外にいる場合に州知事を務める。副知事は上院議長を務めなくなったため、知事が務める各委員会、理事会、委員会の職権上のメンバーとなった。(州憲法第4条第6項）
さらに、副知事は州文化・レクリエーション・観光省の長を務める。

## 会期と定足数
議会は、バトンルージュの州会議事堂に招集され、年1回の定例会期が設けられる。偶数年の一般会期は3月の第2月曜日の正午に召集され、会期は85日間のうち60立法日を超えない範囲で延長される。
奇数年には、4月の第2月曜日の正午に、60日間の会期のうち45立法日を超えない範囲で、臨時会期が召集される。議会は臨時会期や拒否権を発動する会期も召集できる。
議会は、議員の就任日に、3日以内の臨時会期で開会することが義務付けられている。臨時会期は、ガバナーが招集するか、両院の議長が各院の選出議員の過半数の書面による請願に基づき招集することができる。
臨時会期は、公布に記載された日数に限られ、30日を超えない。臨時会における立法権は、公布に具体的に列挙された目的に限られる。
定足数を満たすには、両院とも過半数の議員の出席が必要で、下院は53人、上院は20人である。下院議員53名、上院議員20名である。
これより少数の場合は、日ごとに休会し、欠席議員の出席を強制することができる。
各院は議事録を作成し、会期終了後直ちに公表することが義務付けられている。

## 政治的免責
州議会上下両院の議員は、各院の会議および委員会に出席している間およびその往復中は、重罪を除いて逮捕されない。加えて、いかなる議員も、両院におけるいかなる演説についても、他の場所で尋問されることはないと規定されている。

## 拒否権
州知事は項目拒否権（line-item veto）を持つ。しかし、議会は上下両院の3分の2以上の賛成で知事の拒否権を覆すことができる憲法上の権限を持っている。

## Notes
1. ↑  Hazard, Charlotte. Democrat in Louisiana Legislature switches to GOP, giving Republicans a supermajority, Just the News, March 18, 2023.
2. ↑  Velasco, Donna (2021年5月24日). “Louisiana State House Passes Resolution for Term Limits on Congress - U.S. Term Limits” (英語). 2023年5月24日閲覧。
3. ↑  “Sessions of the Legislature”. Louisiana State Legislature. 2020年10月30日閲覧。